# 彭司勋
彭司勋（1919年7月28日—2018年12月9日），男，土家族，湖南保靖人，中国药物化学专家，中国工程院院士。

## 生平
1942年毕业于國立藥學專科學校（中国药科大学前身之一）。1948年获联合国世界卫生组织的奖学金赴美进修，就读于哥伦比亚大学，1950年获药学硕士学位。1996年2月当选为中国工程院医药卫生工程学部院士。
历任南京药学院药物化学教研室主任、教务处长、副院长等职。

## 社会兼职
南京药物研究所所长，中国药科大学顾问，学术委员会主任，中南大学名誉教授，全国政协委员，江苏省政协常委、副主席。

## 家庭
儿子彭图治为分析化学家、浙江省政协原副主席。

## 研究成果
早期创制的镇痛药Ｉ2H2对术后止痛有较好效果；试制抗癌药“六甲蜜胺”；近年来主要从事心脑血管药物的研究。与人合作研究的苄基四氢巴马汀，发现为新的钾通道阻滞剂。